# Salwador na Letnich Igrzyskach Paraolimpijskich 2008
Salwador na Letnich Igrzyskach Paraolimpijskich 2008 w Pekinie reprezentowała jedna lekkoatletka. Był to trzeci występ Salwadoru na igrzyskach paraolimpijskich (poprzednie miały miejsce w roku 2000 i 2004).

## Wyniki

### Lekkoatletyka
| Zawodnik   | Konkurencja            | Eliminacje | Eliminacje | Finał    | Finał   | Źródło |
| Zawodnik   | Konkurencja            | Rezultat   | Miejsce    | Rezultat | Miejsce | Źródło |
| ---------- | ---------------------- | ---------- | ---------- | -------- | ------- | ------ |
| Zulma Cruz | bieg na 100 metrów T13 | 15,79      | 6          | NQ       | NQ      | [ 2 ]  |
| Zulma Cruz | bieg na 200 metrów T13 | 32,65      | 6          | NQ       | NQ      | [ 3 ]  |